# Diplotemnus namaquensis
Diplotemnus namaquensis är en spindeldjursart som beskrevs av Beier 1947. Diplotemnus namaquensis ingår i släktet Diplotemnus och familjen Atemnidae. Inga underarter finns listade i Catalogue of Life.